# Cor Tabak
Cornelis Gerardus (Cor) Tabak (Beverwijk, 2 juli 1907 - Heemskerk, 23 oktober 2001) was een Nederlandse gewichtheffer. Hij nam eenmaal deel aan de Olympische Spelen, maar won bij die gelegenheid geen medailles.
Hij begon op jeugdige leeftijd als turner bij de Gymnastiekvereniging Turnlust, maar ontdekte al gauw een natuurlijke aanleg voor het gewichtheffen. In 1928 nam hij op 20-jarige leeftijd als gewichtheffer deel aan de Spelen van Amsterdam. Hij vertegenwoordigde Nederland in de klasse lichtgewicht. Met een totaalgewicht van 270 kg op de drie onderdelen: drukken (72,5 kg), trekken (82,5 kg) en stoten (115 kg) werd hij tiende in de eindklassering. Hij was achtmaal kampioen van Nederland en het Nederlands record tweehandig trekken heeft 33 jaar op zijn naam gestaan. Hij was technisch leider van de Koninklijke Nederlandse Krachtsportbond en trainer van de nationale ploeg.
Tabak had een groentehandel en overleed in 2001 op 94-jarige leeftijd.
Zijn achterkleindochter was Olivia Podmore.
1. ↑  (en) What happened to Olivia Podmore? Deceit, despair and the death of an Olympian. NZ Herald (20 september 2021). Geraadpleegd op 19 november 2024.